# Tour des Sorciers
La Tour des Sorciers à Sion, est l'une des deux seules tours, avec la Tour du Guet, ayant survécu à la destruction de la dernière enceinte de la ville.

## Histoire
Probablement bâtie au XIVe siècle dans le coin nord-ouest de l'enceinte dont l'édification est antérieure, elle était alors appelée la tour ronde. Formée de trois étages, surmontée d'un crénelage, elle avait alors un toit plat. Les soubassements et l'étage inférieur étaient comblés de remblai afin de la protéger contre la sape d'éventuels assaillants ; les trois étages supérieurs étaient percés d'archères. La partie de la tour située à l'intérieur de la ville était ouverte, permettant sa défense au cas où l'assaillant réussissait à y pénétrer.
Un fossé, profond de 3,5 m, et large de 12 m fut construit quelque 7,5 m devant la tour. Ce fossé utilisé pour la culture durant les périodes calmes, pouvait être inondé en cas de troubles. Ce fossé semble avoir été réalisé au XVIe siècle.
Dans la deuxième moitié du XVIe siècle, une toiture est ajoutée à la tour, probablement en même temps que des prisons y sont aménagées.
En 1753, les prisons sont réaménagées et on ajoute à la tour originelle, une tourelle d'escalier ainsi qu'une annexe comprenant les nouveaux couloirs. Outre les cachots, une salle de torture y est aménagée.
La tour ne sera plus utilisée comme prison après la révolution ; elle survivra à la destruction des remparts et devint monument historique en 1883.
Son nom de tour des Sorciers semble être apparu au début du XIXe siècle et s'est généralisé dans la deuxième moitié de celui-ci.
Aujourd'hui des expositions y sont régulièrement organisées.